# Gran Premio d'Italia 1921
Il Gran Premio d'Italia 1921 fu la prima edizione e si disputò sul circuito stradale di Montichiari, nei pressi di Brescia.
La gara fu disputata il 4 settembre 1921 e vide la vittoria di Jules Goux alla guida di una Ballot 3/8 LC. Alla casa francese fu anche assegnata la Coppa Florio, giunta alla quinta edizione.

## Criteri di partecipazione

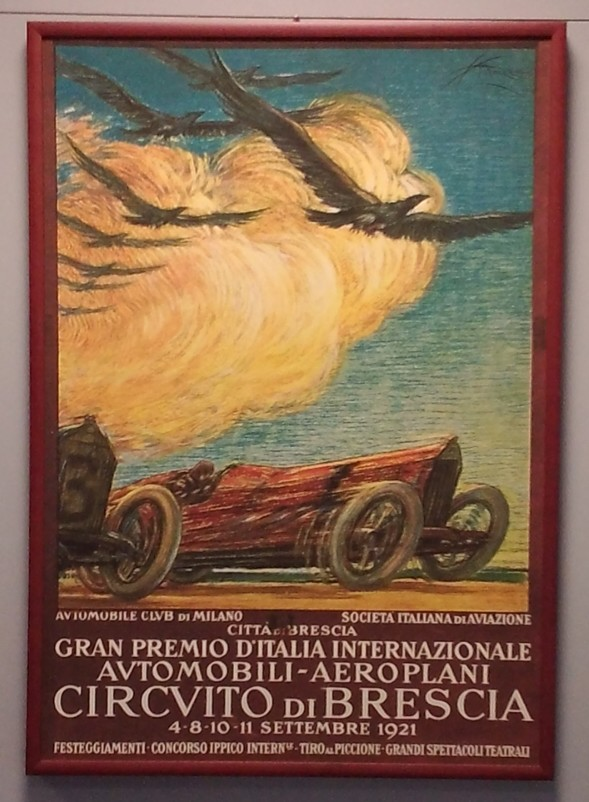
Manifesto del Gran Premio d'Italia d'automobili e aeroplani del 1921

L'Automobile Club di Milano, che aveva gestito le edizioni del 1907, 1908 e 1914 della Coppa Florio, intese ripristinare la gara e istituire un Gran Premio, sullo stile dell'esperienza francese, su un circuito da tenere a Brescia. Alla riunione dell'Associazione Internazionale degli Automobil Club Riconosciuti (AIACR) nel dicembre 1920, fu predisposto un calendario delle gare internazionali da svolgersi l'anno seguente e l'evento italiano fu fissato domenica 4 settembre.
L'AIACR determinò anche le specifiche per correre i Gran Premi: una formula unica, che avesse durata di almeno un anno, era garanzia per i costruttori che potevano ideare automobili da corsa a costi bassi e tempi ridotti. Le edizioni 1921 del Gran Premio italiano e di quello francese furono riservate alle autovetture con cilindrata di 3000 cm³ e peso minimo di 500 kg, specifiche simili a quelle della 500 Miglia di Indianapolis stabilite dall'American Automobile Association per quell'anno.
Il comitato organizzativo bresciano e l'AC milanese scelsero di tenere il Gran Premio su un circuito di 17,3 km nei pressi della città di Montichiari. L'evento fu affiancato da altre gare automobilistiche minori, riservate alle vetturette e ai gentlemen, oltre che da gare aeree.

## Le prove
All'edizione 1921 del Gran Premio risultarono iscritte quattro case automobilistiche: la francese Ballot e le italiane FIAT e Itala, con tre vetture ciascuna, mentre l'italiana SCAT si iscrisse solo con due macchine. Il 25 agosto fu estratto l'ordine di partecipazione: alla Itala furono assegnati i numeri di gara 1, 5 e 9; alla Fiat furono assegnati il 2, il 6 e il 10; la SCAT ebbe il 3 e il 7; la Ballot ottenne il 4, l'8 e l'11. La statunitense Duesenberg, che aveva vinto il Gran Premio di Francia, non poté partecipare: le sue vetture furono poste sotto sequestro su richiesta della Bugatti, perché utilizzarono senza permesso un freno brevettato dalla casa francese.
Le prove si tennero al mattino dei giorni dispari dal 25 al 31 agosto e il 1º settembre. La Itala non presentò alcuna vettura, mentre la SCAT, il 31 agosto, portò a Montichiari un'auto affidata ad Augusto Tarabusi.

## La gara

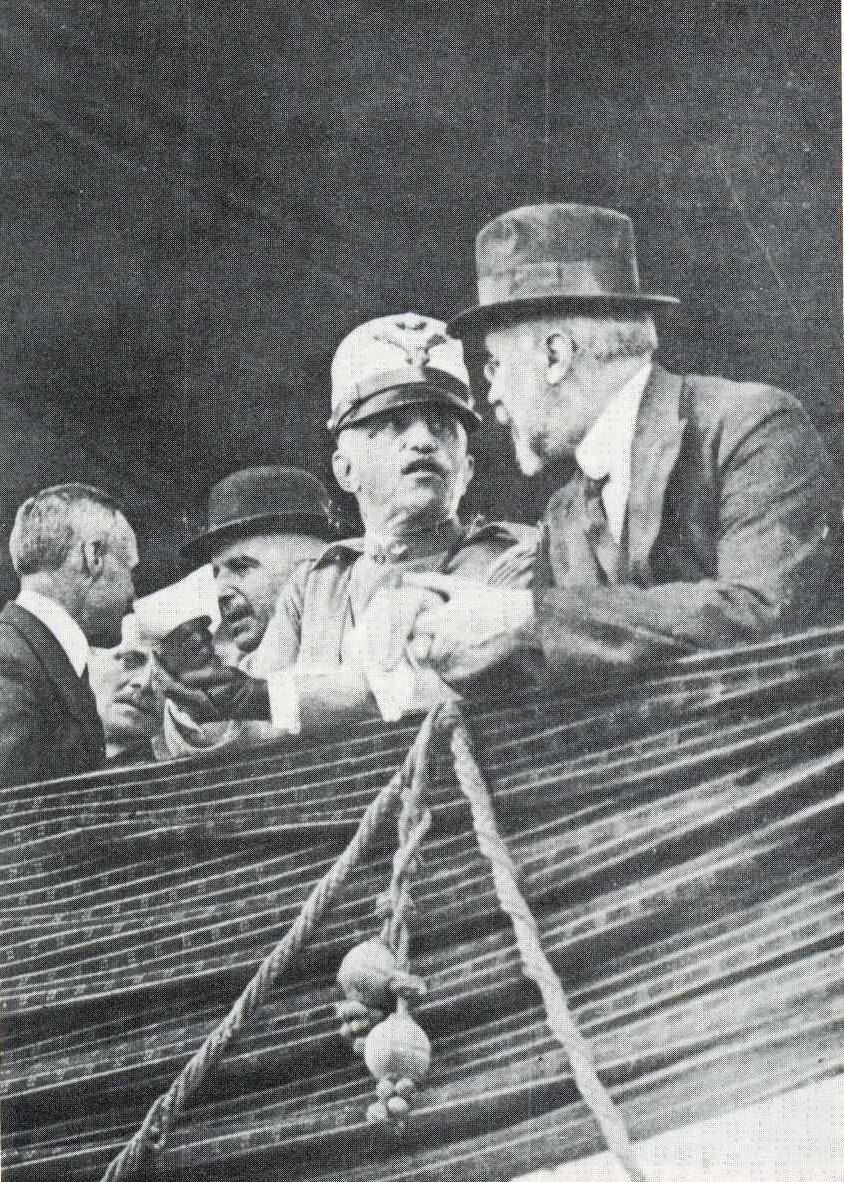
Vittorio Emanuele III e il Presidente del Consiglio Ivanoe Bonomi alle tribune del circuito di Montichiari

La Fiat assegnò il numero 2 al francese Louis Wagner e al meccanico Evasio Lampiano, il 6 a Pietro Bordino (meccanico: Ambrogio Bruno) e il 10 a Ugo Sivocci (meccanico: Antonio Morgante). La Ballot affidò la vettura 4 all'italo-americano Ralph De Palma, già vincitore a Indianapolis nel 1915, affiancato dal meccanico Paul De Pierre. La vettura 8 fu assegnata dalla casa francese a Jean Chassagne (meccanico: Robert Lally) e la 11 a Jules Goux (meccanico: Rafael Leboucq), vincente a Indianapolis nel 1913. La vettura 3 della SCAT condotta da Augusto Tarabusi, con meccanico il fratello Amedeo, non effettuò alcun giro di prova e non fu allineata al traguardo.
Alla partenza della gara presenziarono il Re Vittorio Emanuele III e il Presidente del Consiglio Ivanoe Bonomi. Il Re lasciò le tribune attorno alle undici e mezza per recarsi a Brescia in quanto ospite a pranzo del senatore Bettoni. Bonomi lasciò le tribune alle dieci per recarsi a Volta Mantovana.
Le macchine partirono secondo l'ordine di numero e alla distanza di un minuto ciascuna. Wagner fu quindi il primo a partire, alle otto in punto, mentre Goux fu l'ultimo, alle otto e cinque. Quando tutti i concorrenti transitarono per la prima volta sotto il traguardo, il tempo più veloce fu ottenuto da Bordino, con 7'20"3, mentre il più lento fu Sivocci, con 12'39": sbagliò la traiettoria della curva del bivio di Ghedi, urtandone i sacchi. Al terzo giro, Wagner si fermò a sostituire una ruota, mentre Bordino rimase saldamente in testa fino a raggiungere una velocità media di 150,07 km al settimo giro, completandolo in 6'55"1.
Al nono giro iniziò a piovere, per cui i meccanici si prepararono a sostituire le gomme con quelle chiodate come precauzione, ma il meteo migliorò dopo poco tempo. Al dodicesimo giro, Bordino fece un altro record di pista con 6'54"1 alla velocità media di 150,37 km/h, che rimase imbattuto fino al termine della gara. Al tredicesimo giro, il piemontese ebbe un vantaggio di due minuti su Goux e Chassagne, di sei su Wagner, di sette su De Palma e di otto minuti su Sivocci. Sia al termine di quel giro sia a quello successivo, Bordino si dovette fermare per sostituire una gomma e fare rifornimento. Goux passò in testa, distaccando il diretto avversario di sedici secondi. Il piemontese percorse il quindicesimo giro con un tempo superiore agli otto minuti, facendosi raggiungere da Chassagne. Al sedicesimo giro, il serbatoio dell'olio della Fiat di Bordino si ruppe, costringendolo a raggiungere il traguardo a passo d'uomo, ritirandosi quindi dalla gara.
Al diciottesimo giro, Goux portò il vantaggio sulla Ballot di Chassagne a quasi due minuti. Sivocci, sempre ultimo, arrivò al traguardo per sostituire il tubo dell'acqua e poi si ritirò per un guasto al motore. Due giri dopo, Goux, che era partito con due minuti di ritardo rispetto a Chassagne, superò il compagno di squadra davanti alla tribuna reale. Al ventunesimo giro Wagner si fermò per la sostituzione di un'altra ruota: la terza dall'inizio della gara. Al giro seguente, si ritirò De Palma, ormai ultimo, per un guasto non precisato. La classifica rimase stabile fino alla fine: Goux saldamente in testa, seguito dal compagno Chassagne, mentre Wagner rimase terzo. Al ventiseiesimo giro, il francese della Fiat si fermò per la quarta volta a sostituire una ruota.
Jules Goux vinse il primo Gran Premio d'Italia alla velocità media di 144,736 km/h percorrendo i 519 km in 3h35'09". La quinta edizione della Coppa Florio fu assegnata alla Ballot, mentre Pietro Bordino vinse la Coppa del Re in quanto autore del giro più veloce.

## Classifica

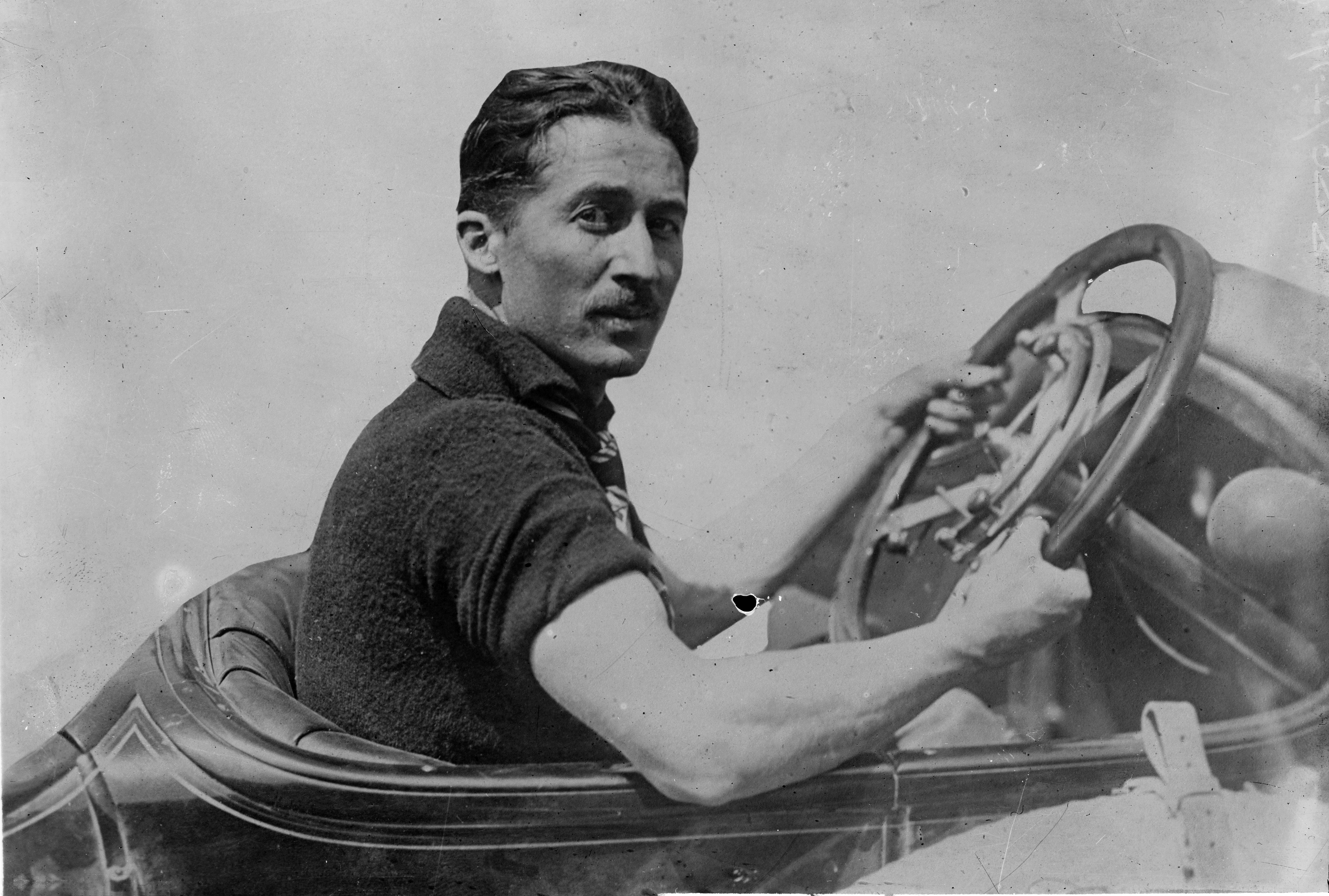
Il vincitore Jules Goux

| Pos. | N. | Pilota           | Auto          | Giri | Tempo/ Causa ritiro |
| ---- | -- | ---------------- | ------------- | ---- | ------------------- |
| 1    | 11 | Jules Goux       | Ballot 3/8 LC | 30   | 3h35'09"            |
| 2    | 8  | Jean Chassagne   | Ballot 3/8 LC | 30   | 3h40'52"            |
| 3    | 2  | Louis Wagner     | FIAT 802      | 30   | 3h45'33"            |
| Rit  | 4  | / Ralph De Palma | Ballot 3/8 LC | 21   | Guasto meccanico    |
| Rit  | 10 | Ugo Sivocci      | Fiat 802      | 18   | Motore              |
| Rit  | 6  | Pietro Bordino   | Fiat 802      | 16   | Serbatoio dell'olio |